# Герб Татарстана
Герб Республики Татарстан (тат. Татарстан Республикасының Дәүләт гербы)- является государственным символом Республики Татарстан. Утверждён Постановлением Верховного Совета Республики Татарстан (№ 1415-XII) от 7 февраля 1992. В настоящее время правила использования Государственного герба регламентируются Законом «О государственных символах Республики Татарстан».

## Описание

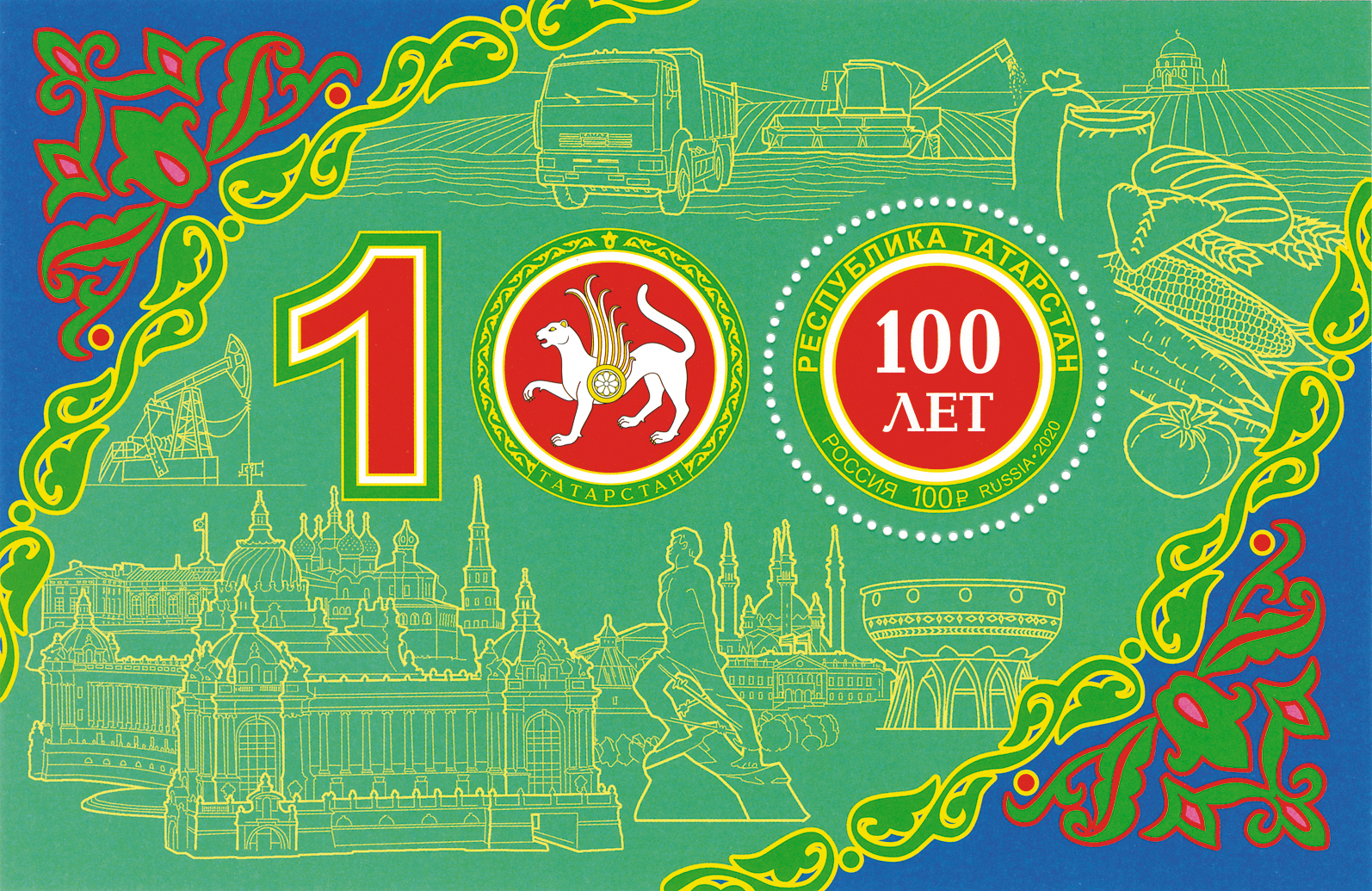
Почтовый блок 100 лет Республике Татарстан

Государственный герб Татарстана представляет собой изображение крылатого барса с круглым щитом на боку, с приподнятой правой передней лапой на фоне диска солнца, помещённого в обрамление из татарского народного орнамента, в основании которого надпись «Татарстан», крылья состоят из семи перьев, розетка на щите состоит из восьми лепестков.
Герб Республики Татарстан выполнен в цветах флага Татарстана; имеет круглую форму.
Центральный образ герба — крылатый барс — в древности божество плодородия, покровитель детей. В гербе Республики Татарстан барс — покровитель граждан республики и её народа. Барс изображён на фоне красного диска солнца. Солнце — в древности главное божество многих народов. Красное солнце на гербе Татарстана означает доброе знамение, успех, счастье, жизнь. На левом боку барса — круглый щит, означающий правовую, экономическую, силовую защищённость граждан Республики Татарстан.
В цветном изображении Государственного герба Республики Татарстан солнце — красного, барс, его крылья и розетка на щите — белого, обрамление — зелёного, щит, орнамент на обрамлении и надпись «Татарстан» — золотистого цвета.
Цветок астры с чётным количеством лепестков символизирует вечный источник жизни, долголетие, пожелание долголетия.
Приподнятая правая передняя лапа барса — это традиционный геральдический жест, подчёркивающий величие верховной власти. Это означает также начало движения (дела) «шагом правой ноги», доброе начало движения Татарстана по пути обновления. Острые зубы и когти барса означают его способность постоять за себя и за тех, кому он покровительствует, кого защищает. Семь перьев крыльев барса символизируют пространство воздействия покровительствующей силы барса — и на земле, и на небесах. Положение хвоста барса означает хорошее настроение, дружелюбие.
Популярный татарский растительный орнамент и цветок тюльпана олицетворяют пробуждение весенней природы и символизируют возрождение Татарстана.
Три золотых круга охватывают герб на трёх уровнях. Они выражают идею единства, бесконечности и высшего совершенства.
Символические значения цветов: золотой цвет — изящество, красота, богатство земли Татарстана; зелёный цвет — зелень весны, возрождение Татарстана; белый цвет — чистота помыслов граждан Татарстана; красный цвет — зрелость, энергия, сила, жизнь, жизнеспособность Татарстана.
Герб Республики Татарстан утверждает такие общечеловеческие, нравственные ценности, как добро, справедливость, благополучие граждан, дружба между народами, мир и прогресс.
Автором идеи изображения крылатого барса в качестве Государственного герба Республики Татарстан является доктор филологических наук Назым Ханзафаров.
Автором Государственного герба Республики Татарстан является художник-монументалист, член Союза художников Татарстана Риф Фахрутдинов.

## Исторические символы

### Ханская эпоха

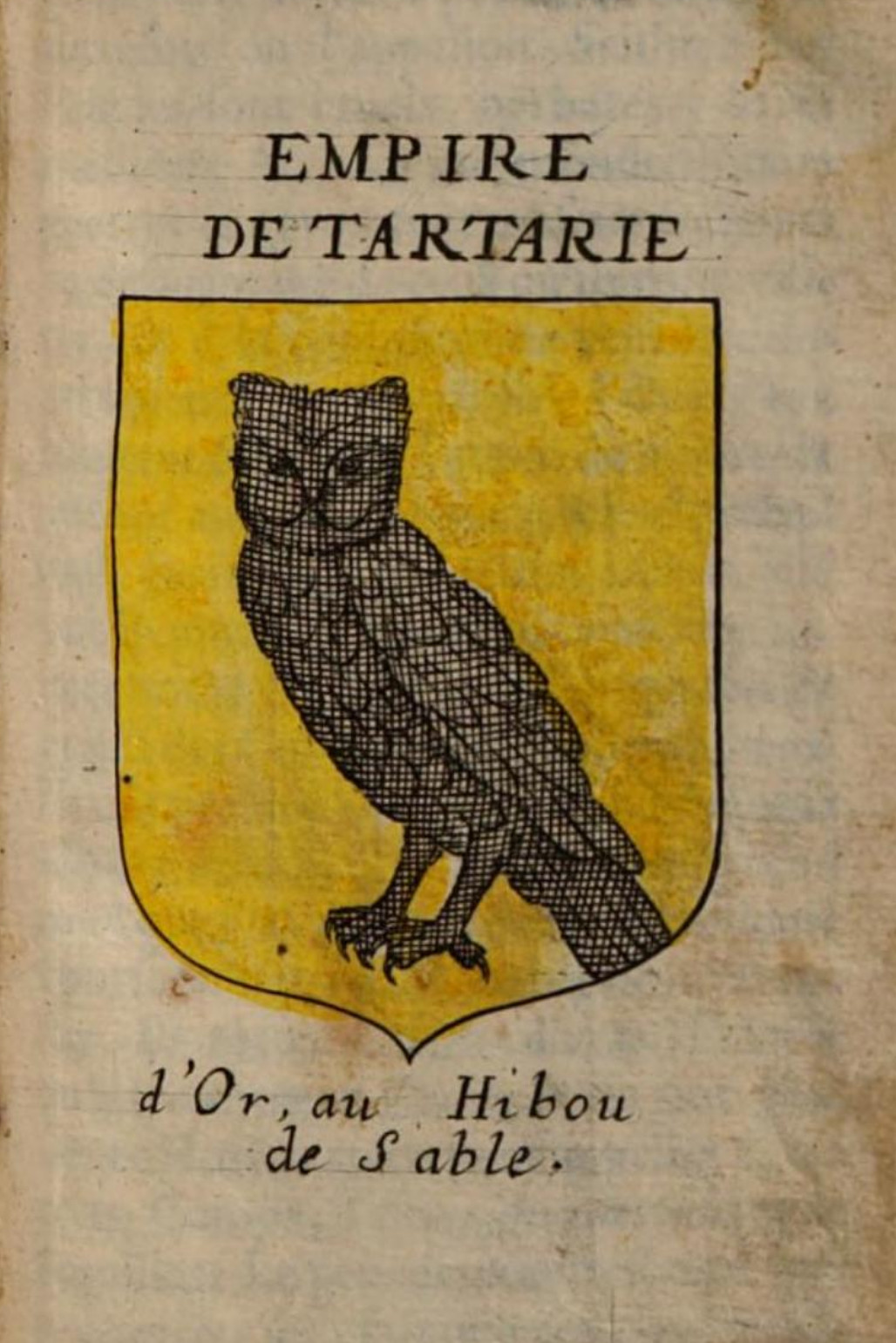
Герб Тартарии из книги La Geographie Universelle (1676 года).

Символами Казанского ханства были на жёлтом фоне лежащий и смотрящий назад крылатый четырёхногий чёрный дракон со стреловидными языком и хвостом, а также на жёлтом фоне чёрная сова с персями желтоватыми.

### Царская эпоха

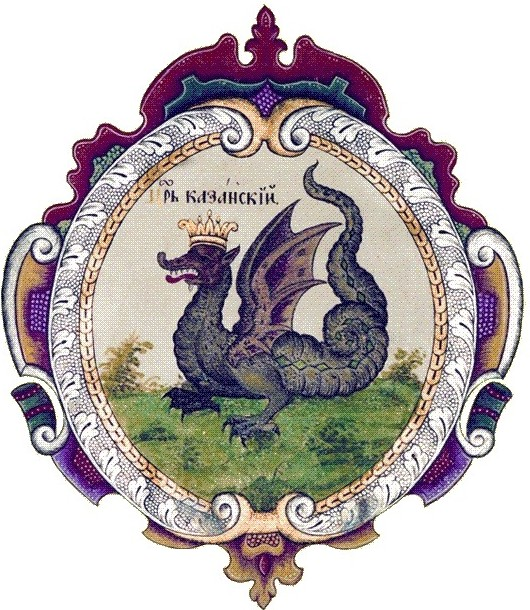
Печать Казанского царства из царского титулярника 1672 года.

В 1552 году Казанское ханство прекратило своё существование и Среднее Поволжье в значительной своей части было присоединено к Русскому государству, а царь Иван IV принял и титул «Царь Казанский».
Древнейшая дошедшая до нас достоверная эмблема Казани — печать Казанская с Большой печати Ивана Грозного (1577 год). Эмблема представляла собой изображение дракона-василиска (зиланта) в короне.
Подобный дракон изображён на печатях царства Казанского под грамотой воеводы князя И. М. Воротынского (1596 год), данной архимандриту Казанского Преображенского монастыря Арсению с братией, под оброчной грамотой архимандриту Свияжского Богородицкого монастыря Герасиму (1637 год), на грамоте под ввозной грамотой игумену Казанского монастыря Ипатию (1693 год) и на других документах.
В указе царя Алексея Михайловича об изготовлении гербового знамени 1666 года приводилось такое её описание: «Печать Казанская на ней в каруне василиск, крылы золото, конец хвоста золот.»
В начале XVIII века в России на полковых знамёнах появляются гербовидные символы соответствующих территорий. В частности, с зилантом известны изображения знамён казанского полка 1712 и 1730 годов, а также герб на знамени Свияжского полка из так называемого «Знамённого гербовника Миниха» 1730 года. В 1730 году герб для знамён Казанского пехотного полка был описан так: «в золотом щите, на белом поле чёрный змей с красными крыльями под золотою короною Казанского Царства».
Приглашённый в Россию Петром I в 1724 году геральдист Франц Санти описал Казанский герб следующим образом: «Поле серебряное с драконом или змием чёрным, у которого крылья красные, а коронован златой или жёлтой короною; тот же дракон сидит на зелёном дёрне». В таком виде герб был внесён в Гербовник и получил Высочайшее утверждение в марте 1730 года.
Подобное же изображение герба Казанского можно найти в Брюсовом календаре, изданном в 1775 году.
18 октября 1781 года герб Казанский был пожалован императрицей Екатериной II городу Казани. По действовавшим в то время правилам, герб города 3 регионального центра выполнял также роль регионального герба, в связи с чем данный герб впоследствии использовался и как герб города Казани, и как герб Казанского наместничества. Он описывался следующим образом: «змий чёрный, под короною золотою Казанскою, крылья красные, поле белое». Герб представлял собой серебряный геральдический щит, на котором — стоящий на зелёной земле чёрный, коронованный золотой короной о трёх видимых листовидных зубцах змий с красными крыльями. Таким образом, герб города Казани без изменений повторял Казанский герб из Царского Титулярника 1672 года и Гербовника 1730 года.
8 декабря 1856 года Александром II был утверждён герб Казанской губернии: «В серебряном щите чёрный коронованный дракон, крылья и хвост червлёные, клюв и когти золотые; язык червлёный. Щит увенчан Императорской короной и окружён золотыми дубовыми листьями, соединёнными Андреевской лентой». Дракон при этом стал изображаться шествующим (идущим).
В середине XIX века для городских гербов России были введены «украшения»: короны, венки, ленты. Герб Казани в 1859 году был перерисован в соответствии с правилами геральдики, исчезла земля под ногами змея, щит должна была венчать «шапка Казанская».

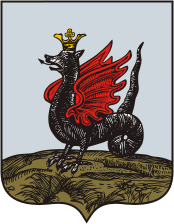
Герб Казанского наместничества с 18 октября 1781 года.
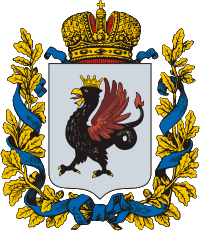
Герб Казанской губернии с 8 декабря 1856 года.

Крылатый змей является древнетюркским и болгарским символом. «Царь-змей» — мифологическое существо — выступал защитником слабых и символом власти и силы.
Существует легенда, объясняющая появление герба с Зилантом: В давние времена на месте Казани жило множество змей. Татарский колдун с помощью магических заклинаний уничтожил всех змей. И только змеиный царь Зилант спасся и улетел на гору Джилантау. Но и оттуда он не давал покоя жителям. Лишь после того как волшебник Хаким одолел Зиланта люди смогли спокойно жить в городе.
К названию герба имеет прямое отношение название холма. Джилантау означает «змеиная гора». Змея и змей по-татарски имеют одно и то же наименование «елан». В некоторых тюркских языках и наречиях «елан» звучит как «джилан», тюркский же звук «дж» в древней Руси передавался как «з».
Параллельно Казанскому, на гербах и печатях российских царей встречается герб Болгарский (Волжской Болгарии): на зелёном поле серебряный идущий зверь (собака или барс) с красной хоругвью, разделённой серебряным крестом; древко золотое. Этот герб встречается на Большом гербе Российской империи 1882 года, в «Большой государевой книге…» 1672 года, упоминается в «Историческом словаре российских государей…» 1793 года (но с голубым полем) и т. д. Восприятие зверя на Болгарском гербе в Царском титулярнике как барса могло быть связано с качеством репродукции изображения, вследствие которого завитки шерсти на шкуре превратились в пятна. Впоследствии зверь был реинтерпретирован, и с конца XVIII века описывается в источниках как агнец с хоругвью.

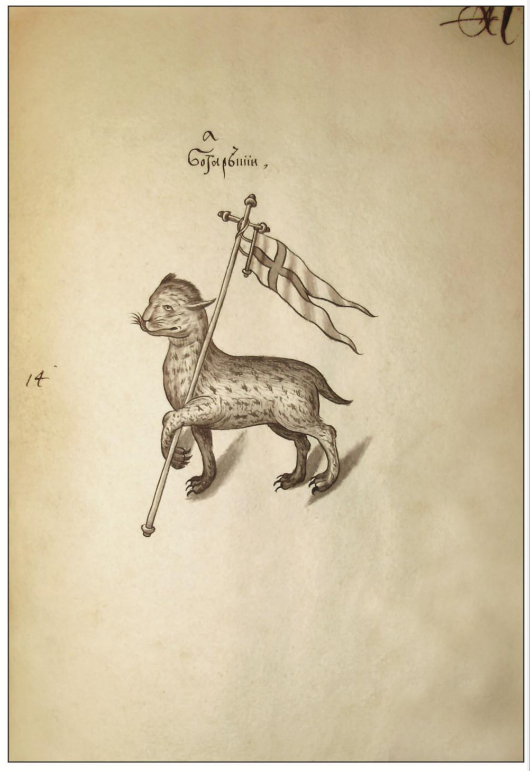
Герб Болгарский (1672). Волжская Болгария.
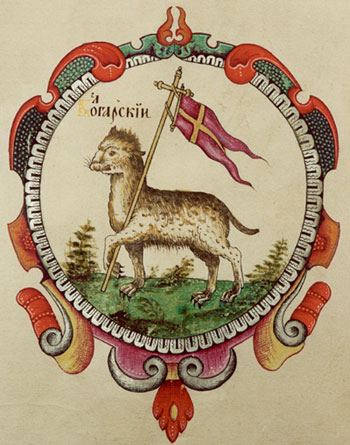
Печать "Болгарская" из царского титулярника 1672 года.
Российский герб Волжской Болгарии.

### Советская эпоха
27 мая 1920 года Декретом ВЦИК на территории, выделенной из бывшей Казанской губернии и прилегающих территорий была образована Автономная Татарская Социалистическая Советская Республика в составе РСФСР.
На одном из фигурировавших проектах герба республики в красном щите, обрамленном пшеничными колосьями были изображены восходящее солнце и над ним лук, а внизу серп и молот. Щитодержателями выступали рабочий и колхозник с киркой и косой в руках.
Герб Татарской Автономной Советской Социалистической Республики с 1930 годов повторял герб РСФСР, но дополнялся надписью «Татарстан АССР» и татарским текстом девиза. Первоначально, в 1937 году, текст на татарском языке выполнялся на латинице, в 1939 году заменен на кириллицу.
В 1978 году в верхней части герба появилась пятиконечная звезда, после соответствующего изменения в гербе РСФСР. Положение о гербе ТАССР утверждено Указом Президиума ВС РСФСР 1 июня 1981 года.
В 1991 году подготовительная группа Конституционной комиссии по государственным символам Татарской ССР подготовила образец герба для утверждения на сессии Верховного Совета ТССР. Но окончательно этот герб не был утверждён.

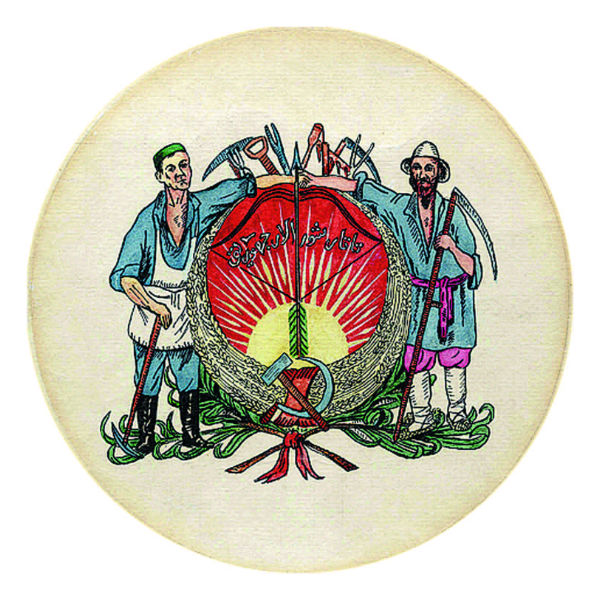
Герб (проект) Автономной Татарской ССР в 1920 г.
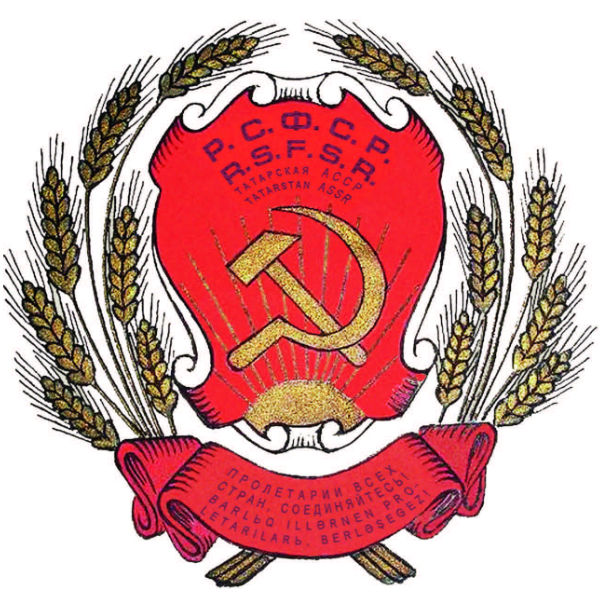
Герб ТАССР с 1937 года.
Герб ТАССР с 1978 года.
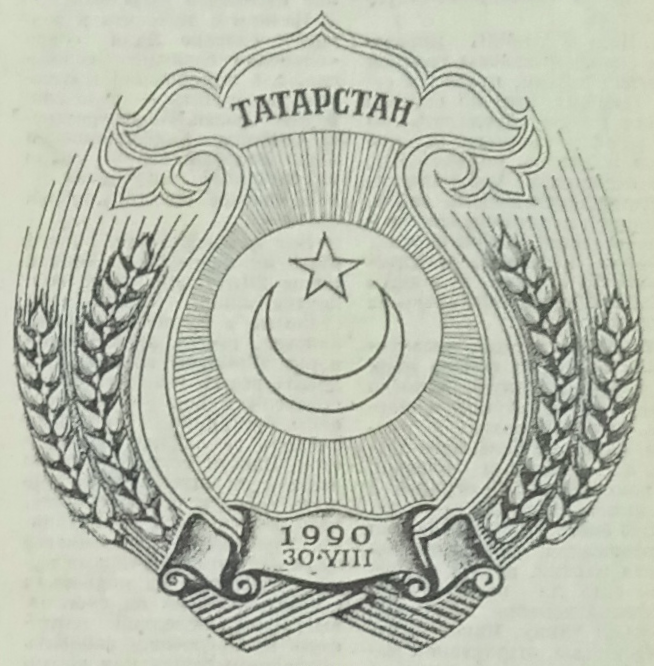
Герб ТССР — Республики Татарстан 1991 года (окончательно не утверждён).